# Charlotte de Rothschild
Charlotte de Rothschild (* 6. Mai 1825 in Paris; † 20. Juli 1899) war eine französische Gesellschaftsdame, Malerin und ein Mitglied der französischen Bankiersfamilie Rothschild.

## Frühe Jahre
Sie wurde in Paris als Tochter von Betty von Rothschild (1805–1886) und Jakob Mayer Rothschild (1792–1868) geboren. Charlotte de Rothschild wurde von sehr wohlhabenden Eltern großgezogen, die im Zentrum der Pariser Gesellschaft standen. Sie förderten eine Reihe bedeutender Persönlichkeiten der Kunstwelt, darunter Gioachino Rossini, Frédéric Chopin, Honoré de Balzac, Eugène Delacroix und Heinrich Heine. Chopin wurde 1841 Charlottes Klavierlehrer und widmete ihr als stillschweigende Anerkennung der langjährigen Unterstützung durch Baron James und seine Frau Betty ein Autograph seines sogenannten Abschiedswalzers in As-Dur, op. 69 Nr. 1, (fast sicher als Hochzeitsgeschenk 1843) seine berühmte Ballade Nr. 4 in f-Moll, op. 52  sowie vier Jahre später ein weiteres Werk, seinen Walzer in cis-Moll, op. 64, Nr. 2.

## Eheleben und Nachkommen
Im Jahr 1842 heiratete Charlotte ihren in England geborenen Cousin Nathaniel de Rothschild (1812–1870). 1850 zogen sie nach Paris, wo er in der Bank ihres Vaters, de Rothschild Frères, arbeitete. Sie waren die Eltern von:
- Nathalie de Rothschild (1843–1843)
- Nathan James Edouard de Rothschild (1844–1881)
- Mayer Albert de Rothschild (1846–1850)
- Arthur de Rothschild (1851–1903)[3]

## Gesellschaftliches Leben
Während Charlotte de Rothschild und ihr Mann ihr ganzes Leben in Paris lebten, kauften sie 1853 das Weingut Château Brane-Mouton, das sie in Château Mouton Rothschild umbenannten. 1878 kaufte Charlotte Rothschild das Kloster Les Vaux-de-Cernay in Cernay-la-Ville, damals nur noch eine Ruine einer 1118 erbauten Zisterzienserabtei. Sie unternahm umfangreiche Restaurierungs- und Neubaumaßnahmen, um aus dem am See gelegenen Anwesen einen Landsitz zu machen. Das Anwesen blieb bis 1945 im Familienbesitz und wurde dann von ihrem Enkel Henri James de Rothschild an den Flugzeughersteller Félix Amiot verkauft.

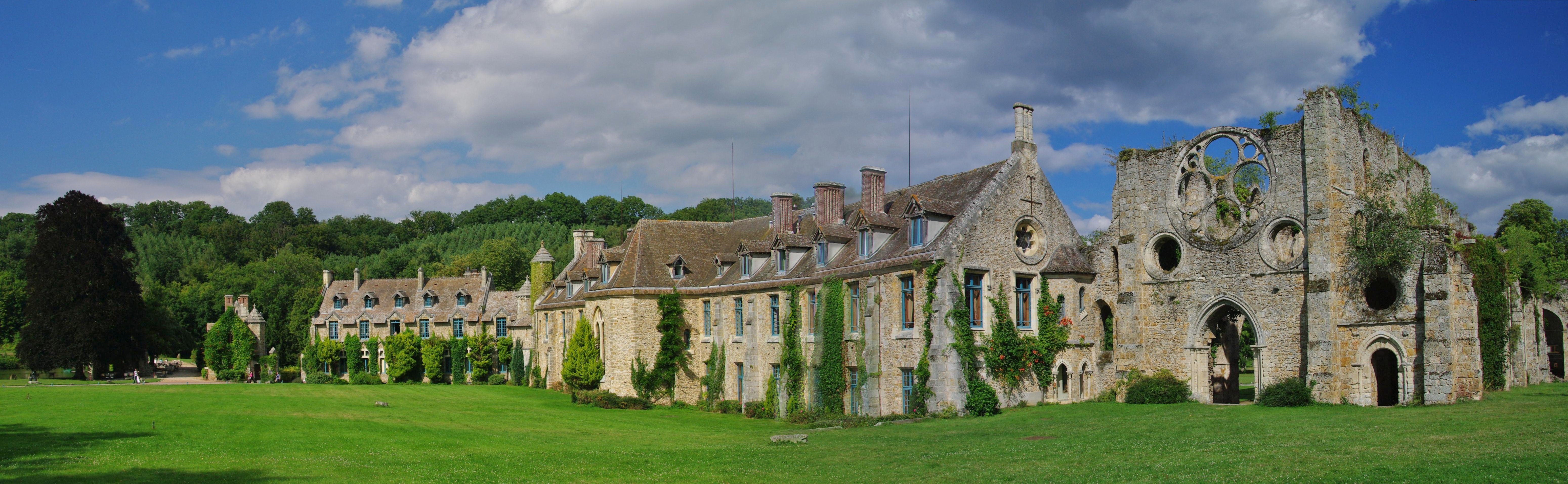
Das Kloster Les Vaux-de-Cernay in Cernay-la-Ville, welches Charlotte de Rothschild 1878 erwarb.

Wie ihr Vater war auch Charlotte de Rothschild eine Kunstsammlerin und wuchs im Umfeld seiner Künstlerfreunde auf. Als Erwachsene zählte Charlotte de Rothschild unter anderem Jean-Baptiste-Camille Corot, Henri Rousseau und Édouard Manet zu ihren Freunden. Sie kaufte unter anderem Werke von Henri Fantin-Latour, Louis-Léopold Boilly, Anthonis van Dyck sowie eine Reihe von Rokoko-Malern wie Jean Siméon Chardin, Giovanni Battista Tiepolo und François Boucher. Charlotte de Rothschilds Interesse an der Kunst ging jedoch über das Sammeln hinaus. Sie studierte bei Nélie Jacquemart (1841–1912) und erhielt mit ihren Landschaftsgemälden, Aquarellen und Stichen so viel Ansehen, dass sie im französischen Künstlerlexikon Bénézit erwähnt wird. 1872 stellte sie ihre Werke auf der Kunstausstellung Salon de Paris sowie auf einer Ausstellung in London im Jahre 1879 aus. Ab 1879 zeigte sie ihre  Arbeiten auf dem jährlichen Salon der Société d'aquarellistes français. Werke von ihr sind im Musée du Luxembourg in Paris sowie anderen Museen in Frankreich ausgestellt. Ihre illuminierte Haggada befindet sich in der Braginsky Collection in der Schweiz.
Charlotte de Rothschilds Interesse galt auch der Musik. Sie unterhielt befreundete Musiker wie Georges Bizet und Camille Saint-Saëns. Charlotte de Rothschilds lebenslanges Engagement für Kunst und Musik hatte großen Einfluss auf ihre Nachkommen sowie auf Schriftsteller, Schauspieler und Dramatiker.